# Preludium miłości
Preludium miłości (ang. Prelude to a Kiss) – amerykańska komedia obyczajowa z 1992 roku w reżyserii Normana René’a. Wyprodukowana przez 20th Century Fox. Zdjęcia kręcono w stanie Illinois (m.in. w Chicago).

## Opis fabuły
Rita (Meg Ryan) i Peter (Alec Baldwin) zakochują się w sobie od pierwszego wejrzenia i szybko decydują na małżeństwo. Podczas ślubu nieznajomy mężczyzna całuje pannę młodą i... zamieniają się osobowościami. Zaraz po weselu niemile zaskoczony Peter odkrywa, że jego żona stała się inną osobą.

## Obsada
- Alec Baldwin jako Peter Hoskins
- Meg Ryan jako Rita Boyle
- Sydney Walker jako Julius
- Kathy Bates jako Leah Blier
- Ned Beatty jako doktor Boyle
- Patty Duke jako pani Boyle
- Stanley Tucci jako Taylor
- Debra Monk jako ciotka Dorothy
- Fern Persons jako kobieta w podeszłym wieku